# Zamek landgrafów heskich w Butzbach

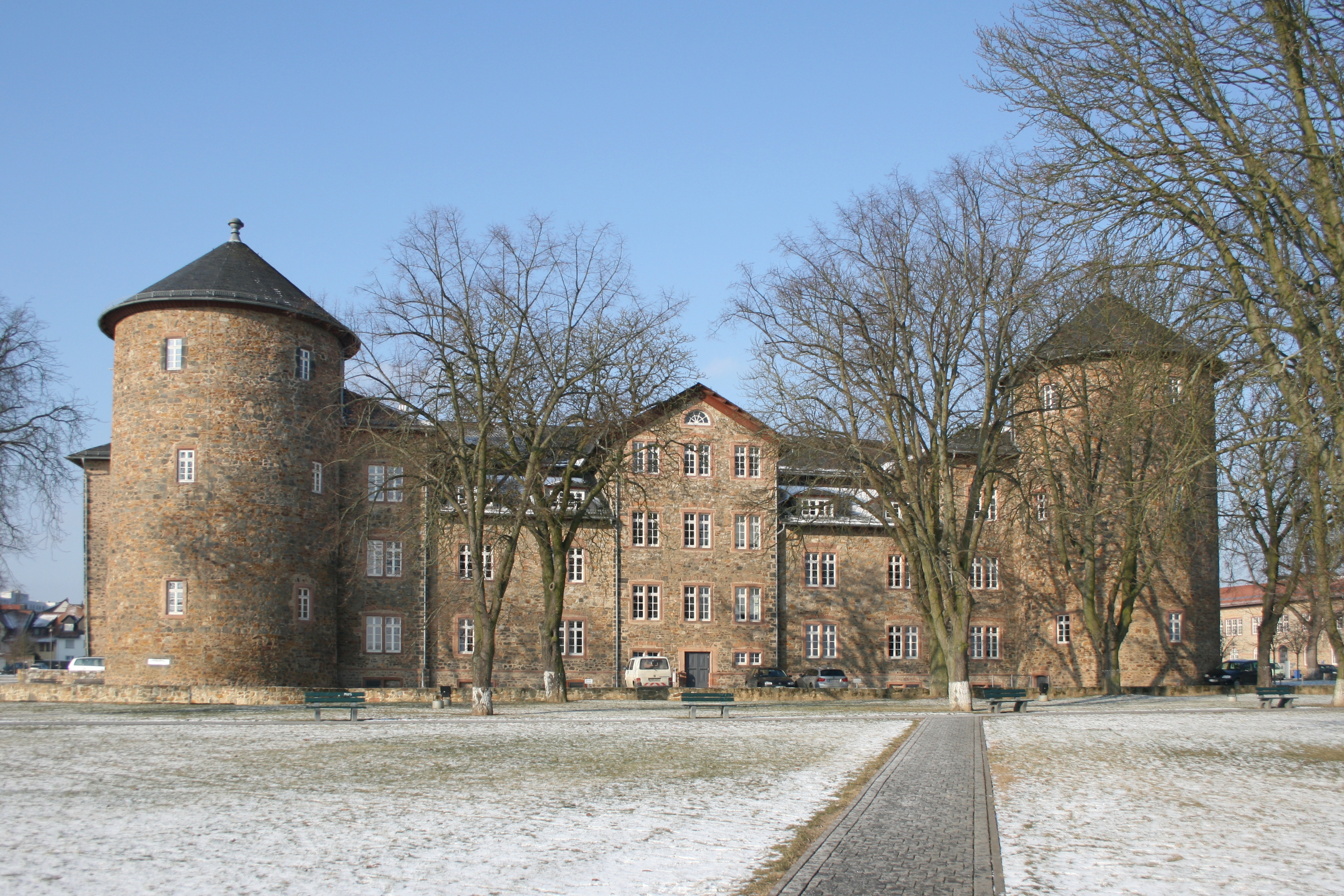
Widok na zamek od wschodu

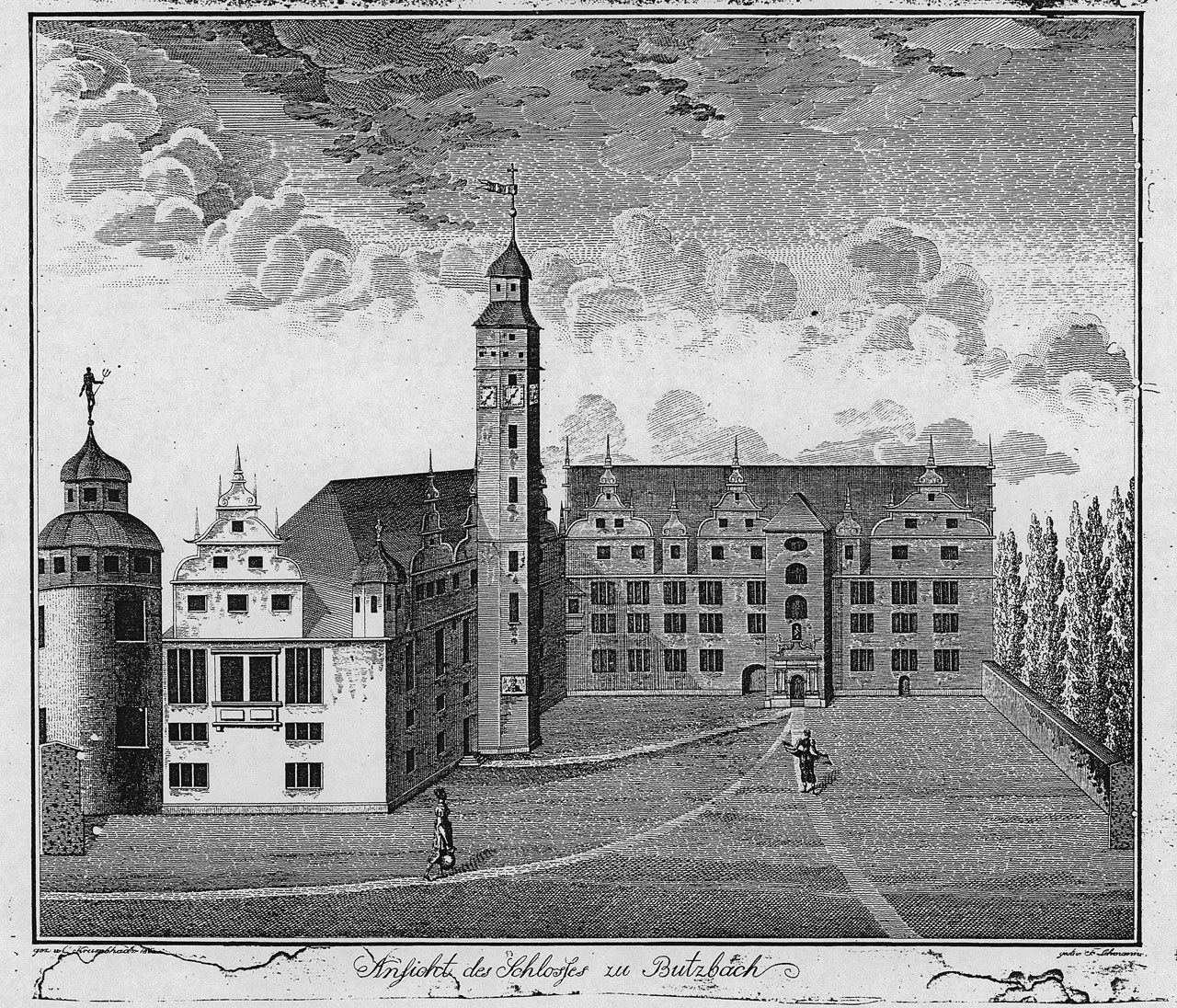
Widok zamku z 1812

Zamek landgrafów heskich w Butzbach – średniowieczny zamek w Butzbach w Niemczech, w kraju związkowym Hesja. Na początku XVII w. rozbudowany i przebudowany w renesansową rezydencję przez landgrafa Hesji-Butzbach Filipa.

## Historia i stan obecny
Pierwszy kamienny obiekt powstał w XIV w. za sprawą rodu Falkensteinów. W końcu następnego stulecia dodano po obu jego stronach istniejące do dzisiaj wieże. W 1479 zamek znalazł się w rękach landgrafów heskich. Prawdopodobnie na początku XVI w. dobudowali oni nowy budynek prostopadle do budowli Falkensteinów.
Wskutek podziału Hesji-Darmstadt w 1609, heska część Butzbach znalazła się w części księstwa należącej do landgrafa Filipa. Ten wybrał to miasto na swoją rezydencję i w 1610 rozpoczął przebudowę zamku, włączając oba starsze obiekty w nowe założenie (budynki były zniszczone po pożarze w 1603). Powstał zamek na planie litery „L”, którego elementem charakterystycznym była smukła wieża, dostawiona do dawnej budowli Falkensteinów. W młodszym, południowym skrzydle, dobudowany został ryzalit z klatką schodową i ozdobionym alegorycznymi figurami portalem. W 1634 wzniesiono na zachód od zamku budynek przeznaczony na ćwiczenia sportowe. Landgraf Filip uczynił ze swego dworu na zamku w Butzbach ognisko nauki i kultury. Rozmiłowany m.in. w astronomii, urządził tu obserwatorium, gościł w 1621 i 1627 Johannesa Keplera, a fontanny w urządzonym przezeń ogrodzie przedstawiały gwiazdozbiory.
Po śmierci Filipa zamek stracił funkcję książęcej rezydencji, jedynie w latach 1688–1709 mieszkała tu wdowa po landgrafie Ludwiku VI, Elżbieta Dorota. Służył różnym celom państwowym. W 1818 obiekt zaczął pełnić funkcję koszar, gdy zakwaterowano w nim pułk kawalerii. Dobudowano stajnie, zlikwidowano też wiele ozdobnych elementów architektury zamku (szczytów i wieżyczek, a także wysoką wieżę przy skrzydle wschodnim). W 1896 kawalerię zastąpiła piechota, co zaowocowało kolejnymi zmianami na zamku. W kolejnych latach zabudowania koszar stopniowo poszerzano, m.in. kosztem ogrodów zamkowych. W 1935 dobudowano do zamku zachodnie skrzydło. W latach 1945–1991 stacjonowały tu wojska amerykańskie.
Obecnie na kompleks zamkowy składają się dwa budynki na planie litery „U”: od południa dawna rezydencja Filipa, uzupełniona o zachodnie skrzydło (koszary z 1935), oraz od północy dawne stajnie z 1824. Oprócz tego istnieje dawny budynek ćwiczeń sportowych (Ballhaus), w 1818 zamieniony na ujeżdżalnię.